# Росарио, Джейсон
Джейсон Мануэль Росарио Бастардо (исп. Jeison Manuel Rosario Bastardo; род. 7 апреля 1995, Санто-Доминго, Доминиканская Республика) — доминиканский боксёр-профессионал, выступающий в первой полусредней, в полусредней, в первой средней, и в средней весовых категориях.
Среди профессионалов бывший чемпион мира по версиям WBA Super (2020), IBF (2020) и IBO (2020) в 1-м среднем весе.

## Биография
Джейсон Росарио родился 7 апреля 1995 года в Санто-Доминго, Доминиканская Республика.

## Профессиональная карьера
18 мая 2013 года начал профессиональную карьеру, победив техническим нокаутом в 1-м же раунде соотечественника Конфесора Гузмана (2-12)

### Чемпионский бой с Джулианом Уильямсом
18 января 2020 года победил техническим нокаутом в 5-м раунде американца Джулиана Уильямса (27-1-1) и завоевал титул чемпиона мира по версиям WBA Super (1-я защита Уильямса), IBF (1-я защита Уильямса) и IBO (1-я защита Уильямса) в 1-м среднем весе.

### Объединительный бой с Джермеллом Чарло
26 сентября 2020 года состоялся объединительный бой с американцем Джермеллом Чарло (33-1).
В 1 раунде Чарло левым хуком отправил Росарио в нокдаун. Росарио вернулся в бой, прессинговал, работал первым номером. Чарло действовал на контратаках, а в случае необходимости вязал здоровяка в клинче. Росарио выиграл 3 раунд. В 5 раунде Чарло потряс Росарио, который с трудом удержался на ногах. На последних секундах 6-го раунда Росарио вновь побывал в нокдауне. На этот раз он был существенно потрясён, не без труда отправился в свой угол. На старте 8 раунда Чарло попал джебом по корпусу Росарио. Тот снова оказался в нокдауне, после которого не смог подняться.

### Бой с Эриксоном Лубином
26 июня 2021 года проиграл нокаутом в 6-м раунде опытному американцу Эриксону Лубину (23-1).

## Список профессиональных поединков
В таблице перечислены результаты всех поединков боксёров.
В каждой строке указан результат поединка. Дополнительно номер поединка обозначен цветом, который обозначает итог поединка. Расшифровка обозначений и цветов представлена в нижеследующей таблице.
| Пример | Расшифровка                     |
| ------ | ------------------------------- |
|        | Победа                          |
|        | Ничья                           |
|        | Поражение                       |
|        | Планируемый поединок            |
|        | Поединок признан несостоявшимся |
| КО     | Нокаут                          |
| ТКО    | Технический нокаут              |
| PTS    | Решение судей (по очкам)        |
| UD     | Единогласное решение судей      |
| MD     | Решение большинства судей       |
| SD     | Раздельное решение судей        |
| RTD    | Отказ от продолжения боя        |
| DQ     | Дисквалификация                 |
| NC     | Поединок признан несостоявшимся |

| 26 поединков, 22 победы (16 нокаутом), 1 ничья, 3 поражения. | 26 поединков, 22 победы (16 нокаутом), 1 ничья, 3 поражения. | 26 поединков, 22 победы (16 нокаутом), 1 ничья, 3 поражения. | 26 поединков, 22 победы (16 нокаутом), 1 ничья, 3 поражения. | 26 поединков, 22 победы (16 нокаутом), 1 ничья, 3 поражения.                  | 26 поединков, 22 победы (16 нокаутом), 1 ничья, 3 поражения. | 26 поединков, 22 победы (16 нокаутом), 1 ничья, 3 поражения.                                                                                                | 26 поединков, 22 победы (16 нокаутом), 1 ничья, 3 поражения. |
| Бой                                                          | Рекорд                                                       | Дата боя                                                     | Соперник                                                     | Место проведения боя                                                          | Раундов, время                                               | Дополнительно |                                                              |
| ------------------------------------------------------------ | ------------------------------------------------------------ | ------------------------------------------------------------ | ------------------------------------------------------------ | ----------------------------------------------------------------------------- | ------------------------------------------------------------ | --- | ------------------------------------------------------------ |
| 26                                                           | 22-3-1                                                       | 20 февраля 2022                                              | Хесус Антонио Перес (12-5-1)                                 | Pabellon de Esgrima, Centro Olimpico, Санто-Доминго, Доминиканская Республика | TKO 4 (10), 2:14                                             | Бой в среднем весе (до 72,6 кг). |                                                              |
| 25                                                           | 21-3-1                                                       | 21 ноября 2021                                               | Рейнальдо Гонсалес (17-5)                                    | Pabellon de Esgrima, Centro Olimpico, Санто-Доминго, Доминиканская Республика | TKO 2 (10), 2:39                                             | Бой во 2-м среднем весе (до 76,2 кг). |                                                              |
| Перешёл в средний вес — 160 фунтов (до 72,57 кг).            |                                                              |                                                              |                                                              |                                                                               |                                                              | |                                                              |
| 24                                                           | 20-3-1                                                       | 26 июня 2021                                                 | Эриксон Лубин (23-1)                                         | Стэйт Фарм-арена, Атланта, Джорджия, США                                      | КО 6 (12), 1:42                                              | Бой за титул чемпиона по версиям WBC Silver (1-я защита Лубина) в 1-м среднем весе. Росарио два раза в нокдауне в 6-м раунде.                               |                                                              |
| 23                                                           | 20-2-1                                                       | 26 сентября 2020                                             | Джермелл Чарло (33-1)                                        | Mohegan Sun Casino, Анкасвилл, Коннектикут, США                               | КО 8 (12), 0:21                                              | Объединительный бой за титул чемпиона мира по версиям WBC (1-я защита Чарло), WBA Super (1-я защита Росарио) и IBF (1-я защита Росарио) в 1-м среднем весе. |                                                              |
| 22                                                           | 20-1-1                                                       | 18 января 2020                                               | Джулиан Уильямс (27-1-1)                                     | Liacouras Center, Филадельфия, Пенсильвания, США                              | TKO 5 (12), 1:37                                             | Завоевал титул чемпиона мира по версиям WBA Super (1-я защита Уильямса), IBF (1-я защита Уильямса) и IBO (1-я защита Уильямса) в 1-м среднем весе.          |                                                              |
| 21                                                           | 19-1-1                                                       | 20 апреля 2019                                               | Хорхе Кота (28-2)                                            | Dignity Health Sports Park, Карсон, Калифорния, США                           | SD 10 (10)                                                   | Счёт: 97-93, 96-94, 93-97. |                                                              |
| 20                                                           | 18-1-1                                                       | 23 февраля 2019                                              | Марк Энтони Эрнандес (13-1-1)                                | Minneapolis Armory, Миннеаполис, Миннесота, США                               | TKO 9 (10), 2:45                                             | |                                                              |
| 19                                                           | 17-1-1                                                       | 30 ноября 2018                                               | Хуан Карлос Родригес (16-1)                                  | Hotel Dominican Fiesta, Санто-Доминго, Доминиканская Республика               | KO 3 (10), 1:47                                              | |                                                              |
| 18                                                           | 16-1-1                                                       | 24 августа 2018                                              | Джамонтэй Кларк (13-0)                                       | Minneapolis Armory, Миннеаполис, Миннесота, США                               | UD 10 (10)                                                   | Счёт: 99-90, 98-91, 97-92. |                                                              |